# هرنیا اتروشیلا

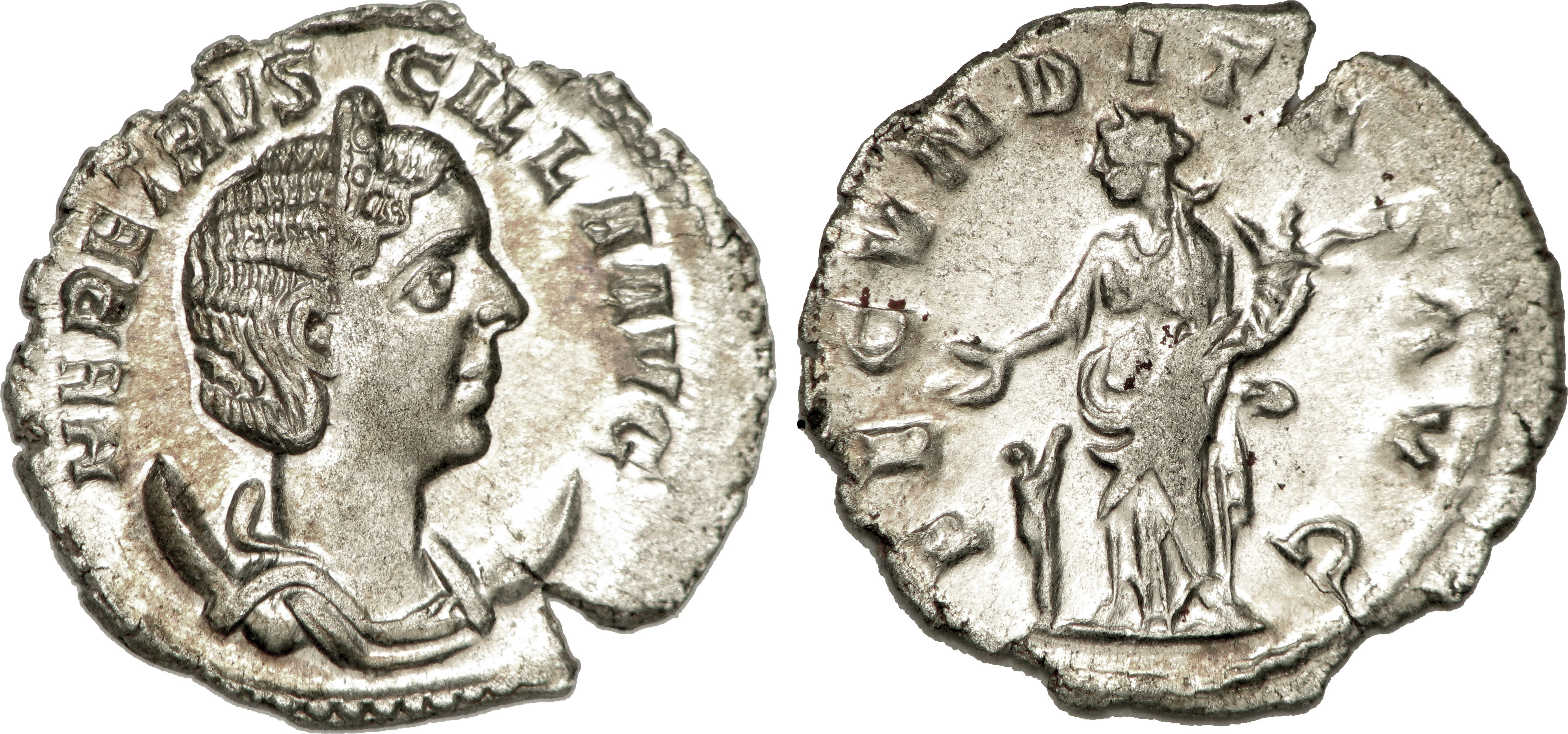
سکه هرینا

هِرِنیا اِتروشیلا با نام کامل آنیا کوپرِسِنیا هِرِنیا اِتروشیلا (به لاتین: Annia Cupressenia Herennia Etruscilla) امپراتریس روم از سپتامبر ۲۴۹ تا ژوئن ۲۵۱ و همسر دسیوس، امپراتور وقت بود.

## زندگینامه
دربارهٔ زندگی هرنیا اتروشیلا نیز همچون دیگر امپراتریس‌های رومی سدهٔ سوم اطلاعات چندی در دست نیست. او احتمالاً از خانواده‌ای سناتوری و از تبار اتروسکایی بود و گمان می‌رود پیش از سال ۲۳۰ میلادی به همسری دسیوس درآمده باشد. با رسیدن دسیوس به امپراتوری او نیز عنوان «آگوستا» را دریافت داشت و امپراتریس جدید روم شد. آنها صاحب دو پسر بودند که پسر بزرگتر را هرنیوس اتروسکوس و پسر کوچکتر را هوستیلیان نام نهادند. هرنیا در زمانی که دسیوس و هرنیوس اتروسکوس برای مقابله با گوت‌ها عازم میدان نبرد بودند از سوی دسیوس به عنوان نایب‌السلطنهٔ پسر کوچکترشان هوستیلیان که در رم باقی مانده بود منصوب شد. دسیوس و هرنیوس در نبرد آبریتوس شکست خورده و کشته شدند و هوستیلیان نیز چندی بعد بر اثر ابتلا به طاعون درگذشت. هرنیا اتروشیلا نیز به دنبال مرگ همسر و فرزندانش در گمنامی فرو رفت.